# Kasenga
Kasenga este un oraș în  provincia Katanga, Republica Democrată Congo. În 2012 avea o populație de 22 526 de locuitori, iar în 2004 avea 19 114.